# ベチル・オメラギッチ
べチル・オメラギッチ（Bećir Omeragić、2002年1月20日 - ）は、スイス・ジュネーヴ出身のサッカー選手。モンペリエHSC所属。ポジションはディフェンダー。スイス代表。

## クラブ経歴
2019年5月4日、この日のFCバーゼル戦にて後半40分にアラン・ネフとの交代でFCチューリッヒでのスーパーリーグデビューを果たした。2019-20シーズン、リュドヴィク・マニャン監督の下、CBのポジションでレギュラーの座を掴んだが、負傷による離脱を繰り返し、リーグ戦には19試合しか出場できなかった。
2023年5月11日、モンペリエHSCへの移籍が発表された。

## 代表経歴
両親はボスニア・ヘルツェゴビナ人であるが、オメラギッチ自身、ボスニア国籍を保持しておらず、2019年9月にはボスニア・ヘルツェゴビナ代表が招集を試みたが、国籍を持っていなかったため、断念した。
2016年からスイス代表の世代別に招集されており、2016年にはU-15、2017年にはU-16でプレーした。2018年5月、イギリスで開催されたUEFA U-17欧州選手権2018に参加し、グループステージ全3試合に先発フル出場を果たした。
2020年10月7日、クロアチア代表との親善試合でスイス代表デビューを飾った。2021年5月13日、19歳にしてUEFA EURO 2020を戦うスイス代表メンバーに選出された。